# General San Martín (partido)
General San Martín (Partido de General San Martín) is een partido in de Argentijnse provincie Buenos Aires. Het bestuurlijke gebied telt 403.107 inwoners. Tussen 1991 en 2001 daalde het inwoneraantal met 0,91 %.

## Plaatsen in partido General San Martín
- Barrio Parque General San Martín
- Billinghurst
- Chilavert
- Ciudad Jardín El Libertador
- José León Suárez
- San Martín (Ciudad del Libertador General José de San Martín)
- Villa Ayacucho
- Villa Ballester
- Villa Bernardo Monteagudo
- Villa Chacabuco
- Villa Coronel José M. Zapiola
- Villa General Antonio J. de Sucre
- Villa General Eugenio Necochea
- Villa General José Tomás Guido
- Villa General Juan G. Las Heras
- Villa Godoy Cruz
- Villa Granaderos de San Martín
- Villa Gregoria Matorras
- Villa Juan Martín de Pueyrredón
- Villa Libertad
- Villa Lynch
- Villa Maipú
- Villa María Irene de los Remedios de Escalada
- Villa Marqués Alejandro María de Aguado
- Villa Parque Presidente Figueroa Alcorta
- Villa Parque San Lorenzo
- Villa San Andrés
- Villa Yapeyú

## Geboren
- Leonardo Suárez (1996), voetballer